# Quidditch (esporte)
O Quidditch, oficialmente chamado de quadball desde 2022, e conhecido como quadribol no Brasil, é um desporto coletivo jogado entre dois times de 7 jogadores cada um, sem distinção de gênero. Ele é jogado em um campo retangular, com cantos arredondados, medindo 54x43m, com três aros de gol, de diferentes alturas, em cada lado.
Foi criado em 2005 no Middlebury College, em Middlebury, Vermont, EUA. Desde então, ele cresceu e desenvolveu-se, passando por diversas alterações e adaptações nas regras de jogo. É baseado no Quidditch, esporte fictício criado por J. K. Rowling na série de livros Harry Potter. Gradualmente, porém, o esporte está tentando dissociar-se da imagem do esporte fictício.

## História
O esporte Quidditch foi criado em 2005 por Xander Manshel e Alex Benepe, estudantes na universidade de Middlebury em Vermont, EUA. Seu ocioso passatempo de domingo lançou as bases para o esporte que é pioneiro na questão de inclusão de gênero jogado hoje. Eles começaram a jogar regularmente intra-muros, e em 2007 realizou-se o primeiro jogo inter-colegial.
Em 2008, ocorreu um campeonato com a participação de 12 equipes. À medida que mais escolas criavam equipes diversos meios de comunicação começaram a tomar conhecimento da existência do esporte, ficou então claro que o esporte precisava de uma liderança mais formal. A IQA (International Quidditch Association) foi incorporada como um negócio sem fins lucrativos em 2010.
Em 2011, a IQA organizou o quinto torneio entre equipes em Nova York, um torneio de 96 equipes com competidores dos EUA, Canadá, Finlândia e mais de 10.000 espectadores. No mesmo ano, a recém-formada Associação Australiana de Quidditch organizou seu primeiro grande torneio e o primeiro evento fora da América do Norte, a Copa QUAFL, em Nova Gales do Sul.
Em 2012, a IQA hospedou equipes nacionais dos Estados Unidos, Canadá, Reino Unido, França e Austrália em Oxford, Inglaterra, para os Global Games (Copa do Mundo) inaugurais, um torneio bienal mostrando os talentos dos melhores jogadores de todo o mundo. A competição ocorreu ao lado da cerimônia da tocha para os Jogos Olímpicos de Londres, estimulando o interesse e o crescimento do Quidditch em toda a Europa. A partir desse ponto, organizações nacionais que governam o esporte surgiram em todo o mundo.
A segunda edição dos Global Games ocorreu em 2014 em Burnaby, Colúmbia Britânica, Canadá. Sete países competiram pela glória.
Em 2016 a terceira edição do Global Games foi renomeada para IQA World Cup (Copa do Mundo da IQA). A competição ocorreu em Frankfurt, Alemanha, e contou com 21 times de quatro continentes diferentes, inclusive com o Brasil, que teve sua primeira participação. A Austrália sagrou-se campeã ao vencer os antigos bicampeões, os Estados Unidos.
A IQA atende a aproximadamente 20 organizações e países praticantes de Quidditch em seis continentes, assim como os milhares de jogadores que esses grupos representam.

## Regras
São 7 jogadores em cada time: 3 artilheiros, 2 batedores, 1 goleiro e 1 apanhador.
Em um campo semelhante a um campo de hóquei são colocados 3 aros em cada lado do campo. Todos os jogadores devem carregar uma vassoura entre suas pernas o tempo inteiro, sem tocar o chão. Uma bola de voleibol é usada como a goles (quaffle) e três bolas de queimada são os balaços (bludgers). O  pomo (snitch) é uma bola de tênis amarrada e carregada por uma pessoa considerada neutra, o "snitch runner". Após os 18 minutos de partida, o  "snitch runner" e os apanhadores de cada time são liberados e o jogo só termina quando ele é capturado.

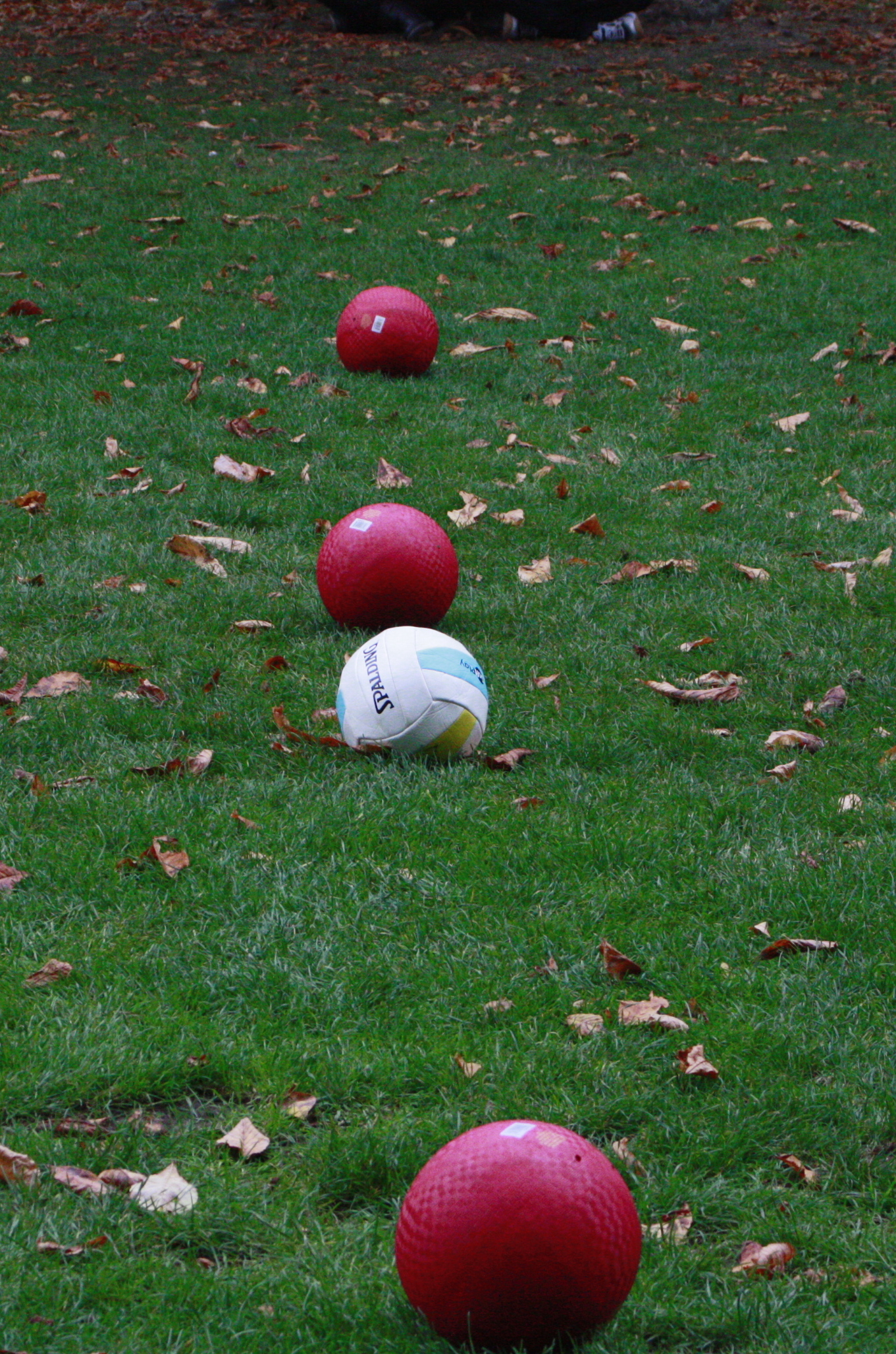
Uma goles e três balaços alinhados para o início da partida.

### A função de cada bola e formas de marcar pontos.
No Quidditch existem 3 tipos de bolas:
- Goles (bola de voleibol): São usadas para marcar pontos em um dos aros adversários, cada gol vale 10 pontos.
- Balaços (Bola de queimada): São usados para interceptar jogadas, o jogador responsável por essa bola deve "queimar" seus adversários acertando a bola neles, o jogador queimado deve desmontar da sua vassoura e tocar em um dos aros do seu campo para voltar a partida.
- Pomo (Bola de tênis dentro de uma meia): Fica presa ao short de um dos árbitros em jogo (snitch runner), o time que capturar o pomo recebe 30 pontos e o jogo é encerrado.

### As diferentes funções de cada posição em jogo
Os sete jogadores do time ocupam quatro posições dentro do jogo: três artilheiros (chasers), dois batedores (beaters), um apanhador (seeker) e um goleiro (keeper). Cada um utiliza uma bandana ou testeira em sua cabeça para definição de posição em jogo.
- Artilheiros(bandana branca): São os responsáveis por passar a goles entre si e objetivam jogá-la dentro de um dos 3 aros adversários. Quando um balaço atingir o artilheiro com a goles, este deve largá-la e tocar em dos aros do seu campo para voltar a partida.
- Batedor (bandana preta): são dois em cada time. Seu objetivo é arremessar  balaços nos adversários e evitar que seus companheiros sejam atingidos.
- Goleiro (bandana verde): tem função semelhante ao goleiro no futebol, devem evitar que os artilheiros adversários marquem gols. Quando ele está dentro da própria área, ele é invulnerável aos balaços. Quando está fora da área, funciona como um 4º artilheiro.
- Apanhador  (bandana amarela): Sua função é capturar o pomo, que é uma bola de tênis presa a um "snitch runner". Estes jogadores entram aos 18 minutos de partida.

### Equipamentos
O jogo ocorre em um campo retangular de 33 por 60 metros, com 3 aros em cada lado do campo. Cada jogador mantém uma vassoura entre suas pernas. Existem três diferentes bolas em jogo: a goles (quaffle), os balaços (bludgers) e o pomo de ouro (golden snitch).

#### A vassoura
Ela é a peça mais icônica do Quidditch e sua utilização é a regra fundamental, que diferencia o esporte de todos os outros. Ela deve ser de plástico, possuindo de 81cm por 107cm (Regra 2.4.1). O jogador precisa estar montado nela o tempo inteiro, a não ser quando ele for atingido por um balaço, quando ele deve desmontar, voltar para seus aros e remontá-la. E "estar montado" significa mantê-la entre as pernas, tocando alguma parte do corpo e não deixar que a mesma toque o chão (Regra 5.1.1). Ela pode ser suspensa pelas coxas, mãos ou ambos, mas é proibido utilizar qualquer equipamento que a prenda ao corpo.

#### Os aros
Três aros são colocados em cada lado do campo, a diferentes alturas (nas regras oficiais: 1, 1,5 e 2 jardas, ou 0,91m, 1,37m e 1,83m), com uma distância de 2 vassouras (2,34 m). Conforme atualização na 8ªedição das regras, o diâmetro interno de cada aro pode variar de 81 a 86cm (Regra 2.2.1.2). Jogadores pontuam 10 pontos quando arremessam a goles entre qualquer um dos aros. Além disso, quando um jogador "cai da vassoura", atingido por um balaço ou soltando-a por qualquer motivo, ou comete uma falta passível de punição, este deve voltar até seus aros e tocar um deles antes de retornar à partida (Regra 1.4.1).

#### A goles

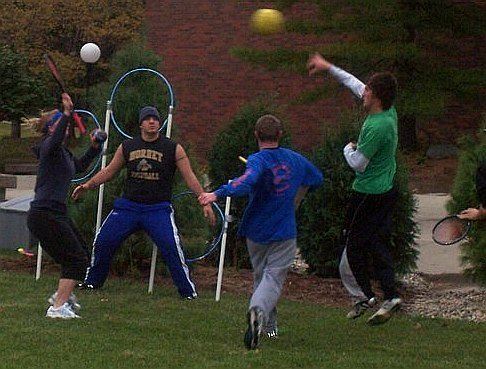
Quidditch

A goles é uma bola flexível com tamanho entre 65 e 67 cm, geralmente sendo utilizada uma bola de voleibol, mais murcha que o habitual para aquele esporte (Regra 2.3.1). Ela é controlada pelos artilheiros e goleiros, e somente por eles. Ela é a bola usada para pontuar durante o jogo. Pontua-se 10 pontos quando a mesma passa por qualquer um dos aros.

#### O balaço
O balaço é uma bola de queimada, com 21,6cm (Regra 2.3.2), usada pelos batedores. Existem 3 balaços em jogo (diferentemente da versão fictícia, quando são 2), para que nenhuma equipe tenha monopólio dos mesmos durante o jogo. Eles são usados para acertar qualquer outro jogador no campo. Quando um jogador é atingido por um, ele deve desmontar da vassoura, soltar quaisquer bolas que estiver segurando, voltar até os aros de sua equipe, tocar em um deles, remontar na vassoura e voltar à partida, simulando um tempo de recuperação (no inglês, knockout effect) (Regra 5.2). Não existe "fogo amigo", então balaços lançados por batedores não acertam membros da própria equipe (Regra 5.2.7).

#### O pomo de ouro
O pomo de ouro é, tipicamente, uma meia dourada, de 25 a 30cm, com uma bola de tênis, de 21cm, colocada dentro da mesma (Regra 2.3.3). A meia é então presa, como uma cauda, à parte de trás do calção de uma pessoa, o snitch runner. Este é neutro no jogo, como o árbitro, e deve fazer o possível para que nenhum dos apanhadores consigam retirar a bola dele. Apenas apanhadores podem tocá-lo, e estes devem tentar pegar a bola sem força excessiva contra o snitch runner. O jogo acaba quando o pomo é pego por um dos apanhadores, que ganha 30 pontos (diferentemente da versão fictícia, quando são 150) para sua equipe (Regra 4.5).

## International Quidditch Association

Atividades do Quidditch no mundo. Países em azul-escuro têm associação nacional ativa e em azul-claro possui alguma atividade.

A International Quidditch Association (IQA) é a principal associação do esporte. Ela foi fundada como Intercollegiate Quidditch Association em 2007, após a primeira partida entre universidades. A entidade mudou de nome em 2010, congregando mais de 1000 times, de 13 países, principalmente EUA e Canadá. Em 2014, a estrutura da IQA foi absorvida pela recém-criada US Quidditch (Associação Estadunidense de Quidditch), com uma nova IQ sendo criada, com representantes de várias associações nacionais.
A IQA auxilia na organização de times e torneios, inclusive com a realização de uma copa do mundo.

### IQA World Cup
A primeira edição, ainda como Intercollegiate Quidditch World Cup, ocorreu em 2007, sediada na Middlebury College, em Vermont, tendo apenas duas equipes competindo: Middlebury e Vassar College, de Poughkeepsie, Nova Iorque (estado). O evento de 2013 ocorreu em Kissimmee, Flórida. É um evento de dois dias, possuindo, além dos jogos de Quidditch, atividades musicais (como Harry and the Potters e outras estrelas do Wizard rock) e culturais. É um grande evento de divulgação do esporte.
Em 2014, ocorreu a 7ª edição do evento, nos dias 5 e 6 de abril, em North Myrtle Beach, na Carolina do Sul.

#### Campeões IQA World Cup
2007: Middlebury College
2008: Middlebury College
2009: Middlebury College
2010: Middlebury College
2011: Middlebury College
2013: Universidade do Texas em Austin
2014: Universidade do Texas em Austin
- Não houve a Copa do Mundo em 2012, pois o evento de 2011 ocorreu no final do ano e a temporada 2012-2013 acabou apenas em abril de 2013, quando ocorreu a IQA World Cup 2013.

### Global Games
Organizados pela primeira vez em julho de 2012, os Global Games são jogos que ocorrem entre seleções nacionais. É um torneio organizado pela IQA. Originalmente chamados de Summer Games, em 2012 participaram 5 equipes (EUA, Canadá, França, Reino Unido e Austrália), na University Parks, em Oxford, Inglaterra.
Em 2014, o torneio ocorrerá em Burnaby, BC, Canadá, e possui 8 equipes inscritas. Além das 5 que participaram em 2012, participarão Bélgica, Itália e México.

### Fantasy tournaments
Os Fantasy tournaments são torneios onde as inscrições não são feitas entre equipes inteiras, mas entre jogadores individuais. Antes do início do torneio, são escolhidos os capitães das equipes (também chamados de general managers) que escolhem seus times entre os inscritos. A cada ano, ocorrem diversos destes torneios, que facilitam a realização, já que não são necessárias viagens de equipes inteiras para regiões mais distantes. Ocorrem torneios também em eventos relacionados à série Harry Potter.

### QuidCon
A IQA organiza anualmente uma conferência anual, chamada de QuidCon. Em 2014, ocorreu a terceira edição, em Washington, D.C.. Ela reuniu 50 jogadores, de mais de 30 equipes, para discutir formas de ajudar a organziar o esporte e gerenciar suas equipes.

## Major League Quidditch
A Major League Quidditch (MLQ) é uma liga semi-profissional estadunidense do esporte. Foi fundada em 2015, com um formato semelhante às ligas de outros esportes americanos. A MLQ organiza calendários, arbitragem, sistema de estatísticas e transmissão e gravação dos jogos.

## Influências
O Quidditch tem suas raízes no esporte fictício de Harry Potter, possuindo elementos adaptados do rugby, flag football, tag rugby, queimada, lacrosse e basquetebol

## Cultura pop
O esporte é praticado no filme Os Estagiários, estrelado por Vince Vaughn e Owen Wilson. Uma partida de Quidditch é disputada como uma das tarefas cumpridas pelas equipes de aspirantes ao cargo no Google.